# Dove (Mondkrater)
Dove ist ein Einschlagkrater im Süden der Mondvorderseite, östlich des Kraters Spallanzani und westlich von Lockyer.
Der Krater ist stark erodiert und in seinem südlichen Teil von dem Nebenkrater Dove C überlagert.
| Buchstabe | Position           | Durchmesser | Link |
| --------- | ------------------ | ----------- | ---- |
| A         | 47° S, 33,46° O    | 13 km       |      |
| B         | 47,23° S, 33° O    | 21 km       |      |
| C         | 47,18° S, 30,76° O | 19 km       |      |
| Z         | 44,55° S, 29,19° O | 8 km        |      |

Der Krater wurde 1935 von der IAU nach dem deutschen Physiker Heinrich Wilhelm Dove offiziell benannt.